# Rhinocoryne
Rhinocoryne là một chi ốc biển, là động vật thân mềm chân bụng sống ở biển trong họ Batillariidae.

## Các loài
Các loài trong chi Rhinocoryne gồm có:
- Rhinocoryne humboltdi (Valenciennes, 1832)[2]